# 福岡國際會議場
福岡國際會議場（日语：?）位於日本福岡縣福岡市博多區，由三座獨立建築組成，由福岡會議中心財團運營。

## 福岡國際中心

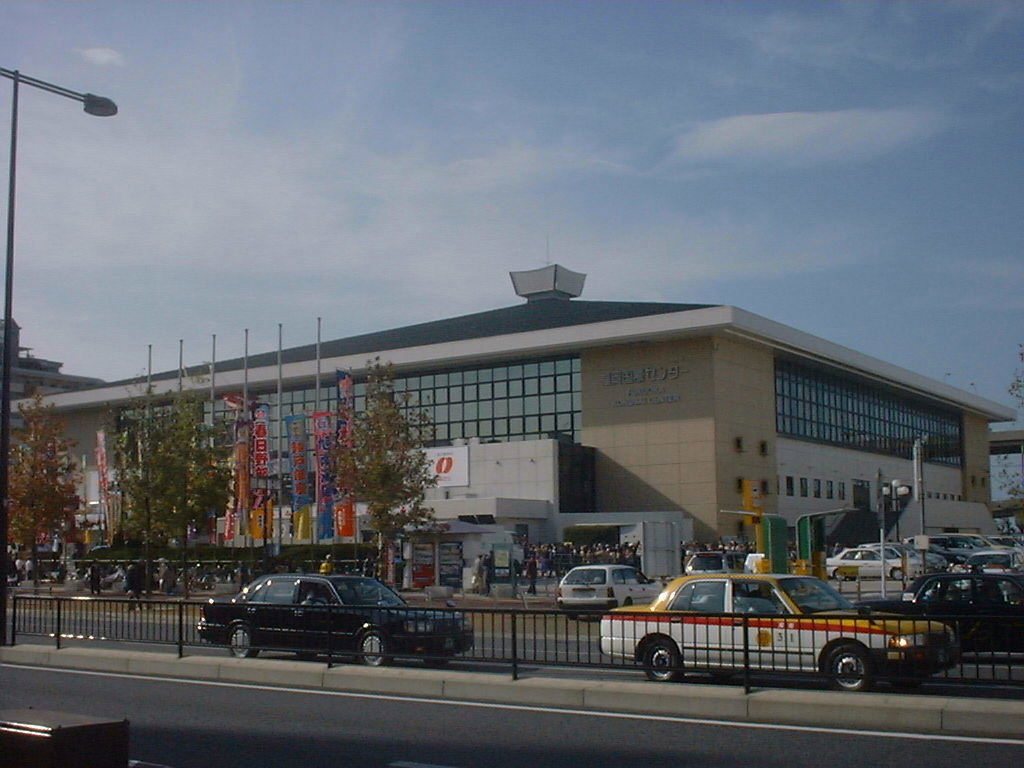

福岡國際中心於1981年啟用。每年11月這裡都會舉辦本場所。許多大型相撲比賽都在這裡舉行，都吸引了許多遊客。

## 福岡海洋會展中心

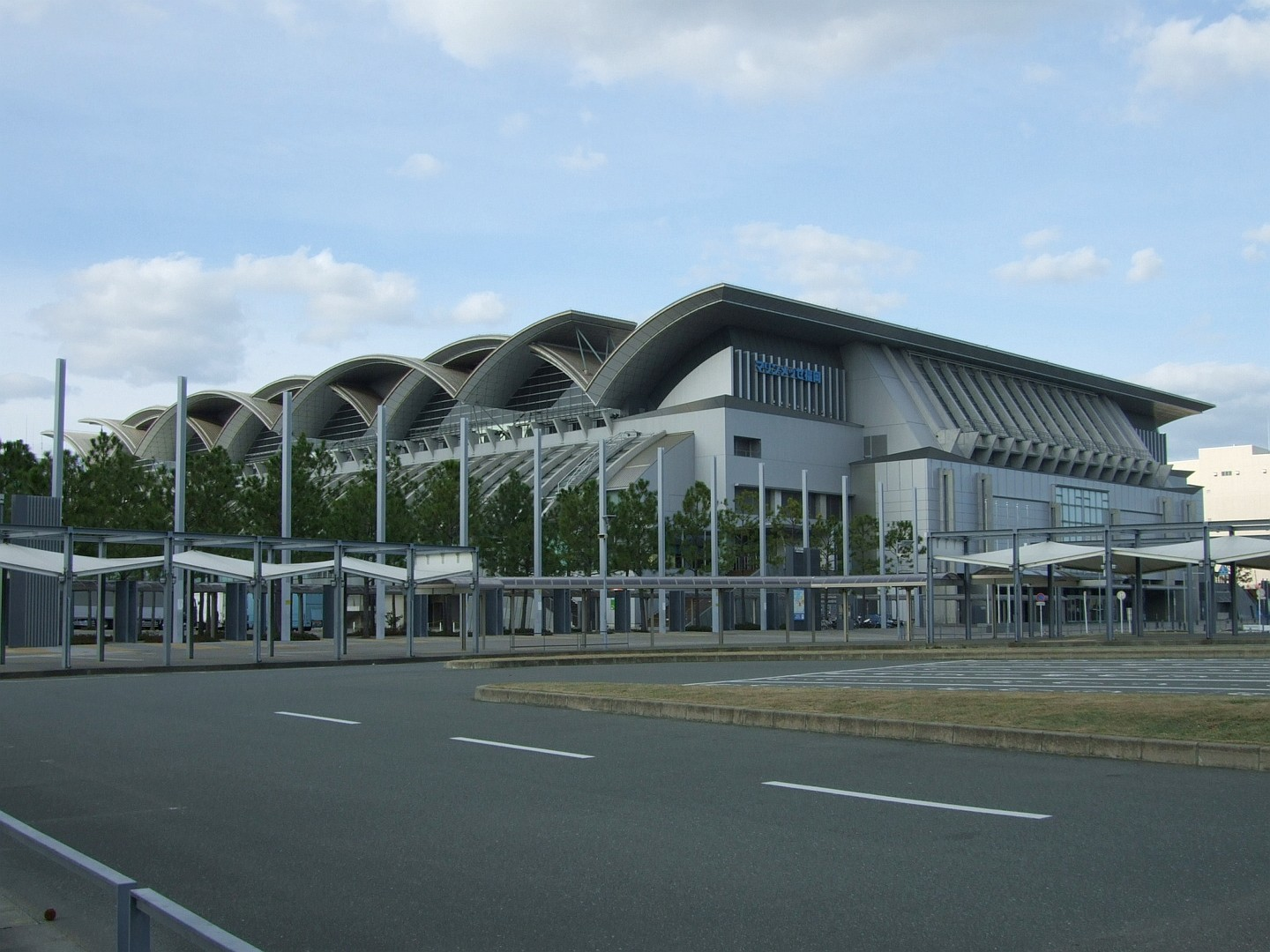
Marine Messe Fukuoka

福岡海洋會展中心因為1995年夏季世界大學運動會在1995年啟用。它的主要用途之一是作為室內運動場。該場館舉辦體育賽事可以容納15,000人，舉辦演唱會最多可容納13,000人。1999年亞洲籃球錦標賽、2001年世界游泳錦標賽、2006年世界男子排球錦標賽預賽輪和2023年世界游泳錦標賽都於此舉辦。

## 福岡國際會議中心
福岡國際會議中心於2003年啟用。

## 外部連結
- 官方网站

33°36′14″N 130°24′14″E / 33.603998°N 130.403857°E